# Ludvig af Mecklenburg-Schwerin
Ludvig (tysk: Ludwig) (6. august 1725 – 12. september 1778) var ikke-regerende hertug af Mecklenburg-Schwerin og arving til hertugdømmet fra 1756 til sin død i 1778. 
Han var far til den første storhertug af Storhertugdømmet Mecklenburg-Schwerin Frederik Frans 1. og til Arverprinsesse Sophie Frederikke af Danmark, gift med Arveprins Frederik.

## Biografi
Ludvig blev født den 6. august 1725 i Grabow som tredje barn og anden søn af den senere Hertug Christian Ludvig 2. af Mecklenburg-Schwerin og Gustave Karoline af Mecklenburg-Strelitz, datter af  Hertug Adolf Frederik 2. af Mecklenburg-Strelitz.
Efter deres fars død i 1756, blev Ludvigs storebror Frederik hertug. Da Frederik ikke havde børn, blev Ludvig tronarving. Ludvig døde dog i 1778, så da Frederik 2. døde i 1785, blev det Ludvigs søn Frederik Frans 1., der efterfulgte ham som hertug.

## Ægteskab og børn
Ludvig giftede sig den 13. maj 1755 i Schwerin med Prinsesse Charlotte Sophie af Sachsen-Coburg-Saalfeld. Hun var datter af Hertug Frans Josias af Sachsen-Coburg-Saalfeld og Prinsesse Anna Sophia af Schwarzburg-Rudolstadt. De fik to børn:
1. Frederik Frans (1756-1837), regerende hertug af Mecklenburg-Schwerin 1785-1815 og storhertug af Mecklenburg-Schwerin 1815-1837.
2. Sophie Frederikke (1758-1794), gift med Arveprins Frederik af Danmark

## Eksterne links
- Huset Mecklenburgs stamtavle Arkiveret 8. februar 2012 hos  Wayback Machine